# And babies

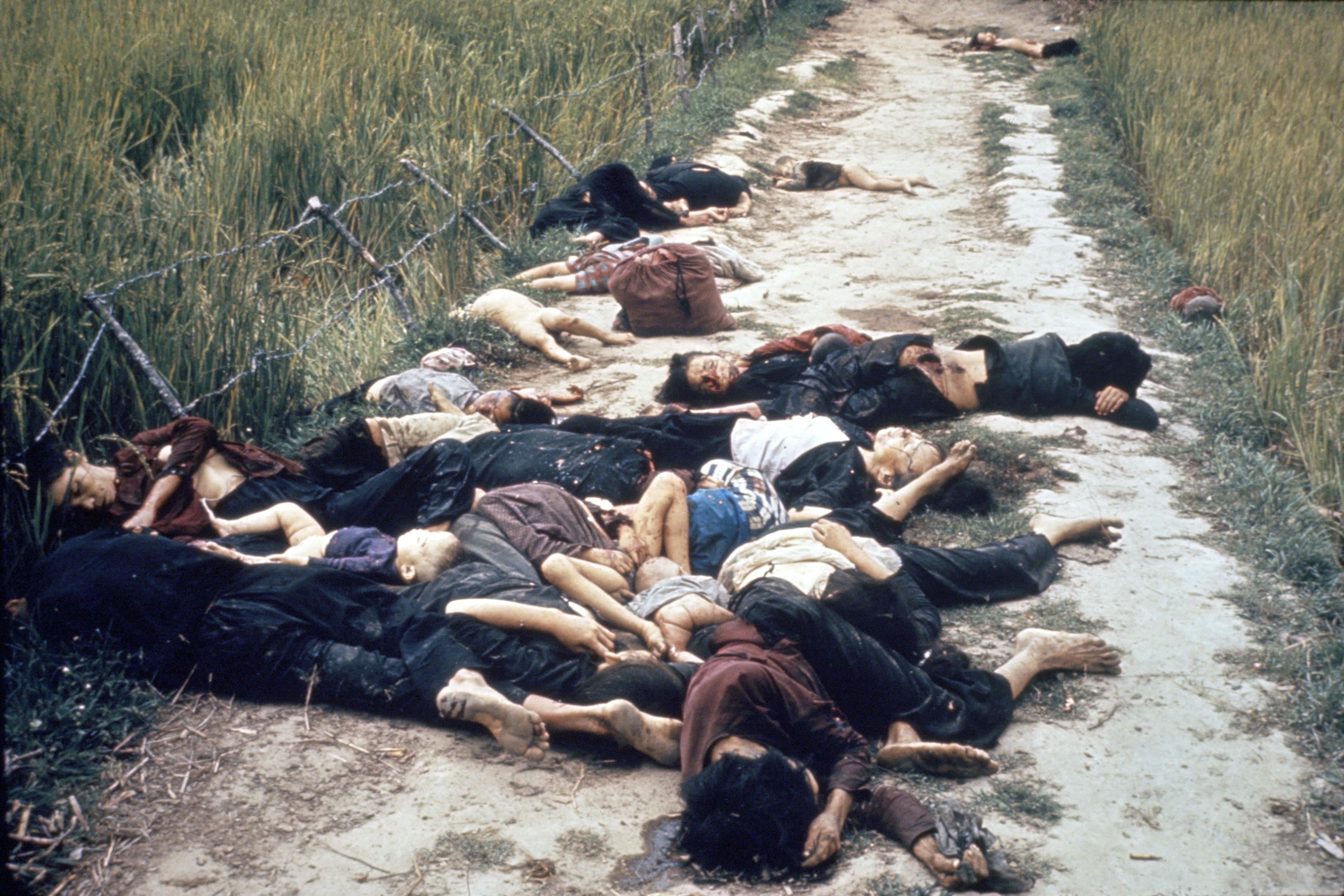
Affiche de propagande utilisé lors de la guerre du Vietnam par un groupe de la Art Workers' Coalition en protestation de ces massacres

And babies (26 décembre 1969) est une affiche emblématique contre la guerre du Viêt Nam. C'est un exemple notoire de l'art de la propagande du conflit au Viêt Nam qui utilise la photographie aujourd'hui tristement célèbre du massacre de Mỹ Lai, prise en mars 1968 par le photographe de guerre américain Ronald Haeberle. On peut y voir une douzaine de femmes et d'enfants sud-vietnamiens morts et en partie nus dans des positions tordues, entassés sur un chemin de terre, ayant été tué par les forces armées des États-Unis. Des caractères rouge sang semi-transparents sont superposés à l'image, formant la question "Q. And babies ?" ("Q. les bébés aussi ?") dans la partie supérieure de l'image, et la réponse « A. And babies. » (« R. les bébés aussi. ») dans la partie inférieure de l'image. La citation provient d'une interview télévisée de Mike Wallace sur CBS News avec Paul Meadlo, un soldat américain ayant participé au massacre.

## Histoire
En 1969 un groupe d'artistes de New York qui s'opposait à la guerre, the Art Workers' Coalition (AWC), a utilisé la photographie scandaleuse d'Haeberle sur le massacre de Mỹ Lai ainsi qu'une citation alarmante de l'interview télévisée entre Wallace et Meadlo, afin de créer une affiche intitulée And babies. Elle a été produite par Irving Petlin, Jon Hendricks et Fraser Dougherty, membres de l'AWC, ainsi que par Arthur Drexler et Elizabeth Shaw, membres du Museum of Modern Art. Le Museum of Modern Art (MoMA) avait promis de la financer et de la diffuser, mais après avoir vu l'affiche de 63.5 x 96,5 cm, il a retiré son soutien financier à la dernière minute. Nelson Rockefeller et William S. Paley (directeur de CBS) qui font partie du conseil d'administration du MoMA seraient sortis de leurs gonds à la vue des preuves que contenait l'affiche. Ils soutenaient l'un comme l'autre l'effort de guerre ainsi que l'administration de Nixon. On ne sait pas clairement s'ils se sont retirés pour des raisons politiques (soutenant la guerre) ou bien simplement pour éviter un scandale (tant au Museum of Modern Art qu'à eux-mêmes), mais la raison officielle déclarée dans un communiqué de presse affirme que l'affiche ne correspondait pas aux critères du musée. Néanmoins grâce au seul soutien de l'AWC, 50 000 affiches ont été imprimées par le syndicat de la lithographie de New York.
Le 26 décembre 1969, un réseau populaire d'artistes volontaires, d'étudiants et de militants pour la paix ont commencé à la faire circuler à échelle mondiale. De nombreux journaux et plateaux télévisés ont repris les images de l'affiche, bientôt suivis de tirages destinés au consommateur, et elle a été utilisée au cours de marches de protestation dans le monde entier, tout cela élargissant son public. Plus tard au cours d'une autre protestation contre la décision du Museum of Modern Art de se retirer du projet, des copies de l'affiche ont été apportées par les membres de l'AWC à l'intérieur du musée et déroulées en face de la peinture de Picasso Guernica : actuellement prêtée au Museum of Modern Art, la peinture représente les tragédies de la guerre et les souffrances infligées sur des civils innocents. C'est l'un des membres du groupe, Tony Shafrazi, qui est retourné en 1974 peindre le Guernica à la bombe avec les mots "KILL LIES ALL" couleur rouge sang, en signe de protestation contre la grâce de William Calley par Richard Nixon pour ses actes pendant le massacre de Mỹ Lai.
Bien que la photo ait été prise presque deux ans avant la production de l'affiche, Haeberle ne l'a pas rendu publique avant la fin de l'année 1969. C'était une photographie en couleur prise avec son propre appareil photo qu'il n'a pas retourné à l'armée, contrairement aux photo en noir et blanc qu'il a pris avec un appareil photo appartenant à l'armée. Haeberle a vendu la photographie en couleur au magazine Life qui est apparu  pour la première fois nationalement dans le numéro du 5 décembre 1969. Quelques semaines plus tard, fin décembre 1969, lorsque parut l'affiche, l'image était encore assez choquante et nouvelle aux yeux d'une grande partie du public.
Le message implicite de l'affiche était qu'au Viêt Nam, les bébés étaient des ennemis combattants, que la guerre était immorale. Les activistes contre la guerre tournaient souvent les soldats de l'armée américaine en dérision avec le terme de « baby killers » ("tueurs de bébés"), en grande partie à cause du massacre de Mỹ Lai. Bien que les soldats au Viêt Nam aient été appelés « tueurs de bébés » depuis au moins 1966, Mỹ Lai et les photographies d'Haeberle ont renforcé le stéréotype du soldat qui, sous l'influence de la drogue, tuait les bébés.